# Rutkowszczyzna
Rutkowszczyzna – wieś w Polsce położona w województwie podlaskim, w powiecie sokólskim, w gminie Suchowola.
| SIMC    | Nazwa  | Rodzaj    |
| ------- | ------ | --------- |
| 0994390 | Dwugły | część wsi |

W latach 1975–1998 miejscowość administracyjnie należała do województwa białostockiego. Granice wsi od strony zachodniej wyznacza rzeka Biebrza.
Wierni kościoła rzymskokatolickiego należą do parafii św. Apostołów Piotra i Pawła w Suchowoli.

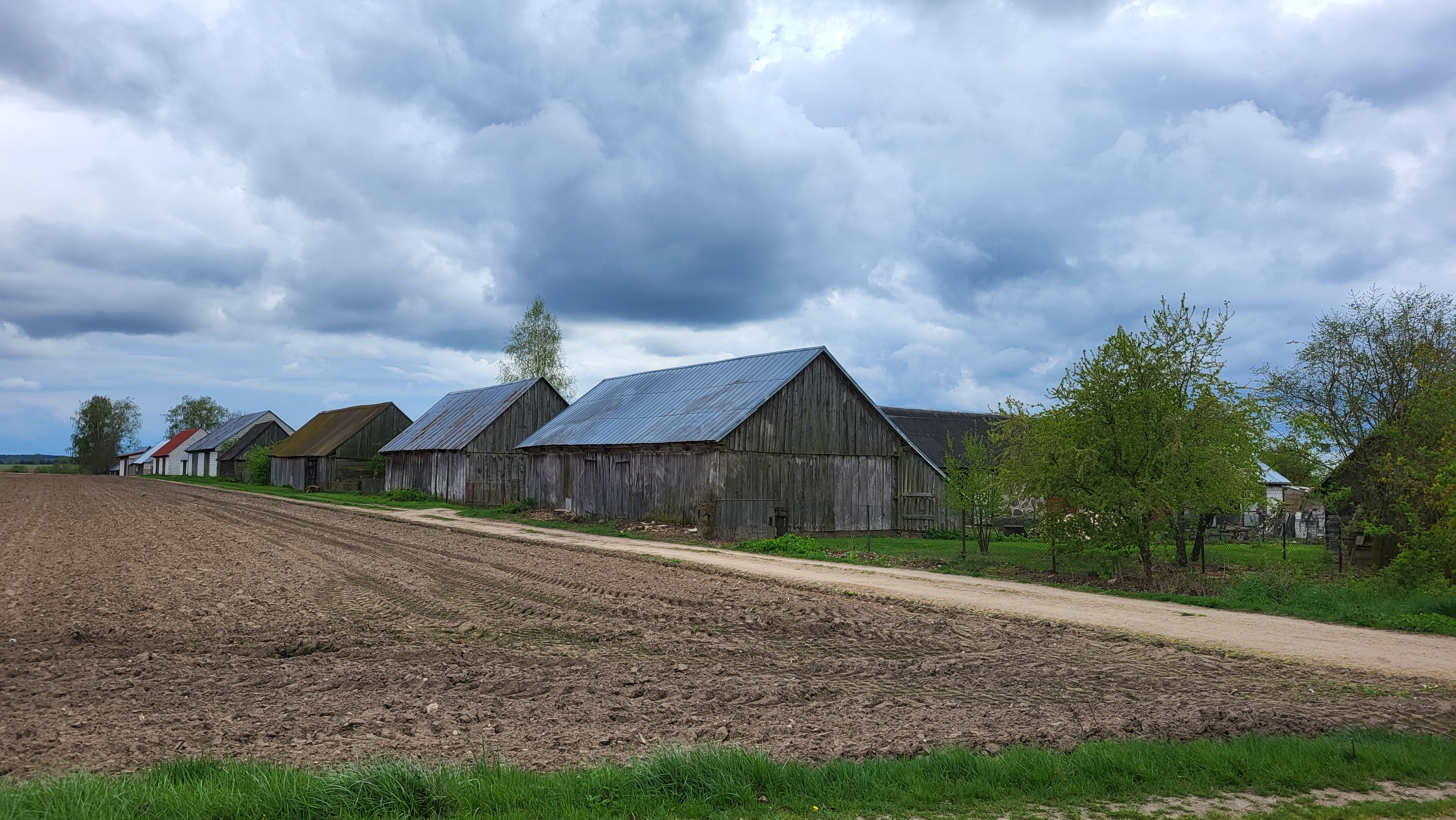
Widok wsi od strony wschodniej